# Kirchturm (Gottmannsdorf)

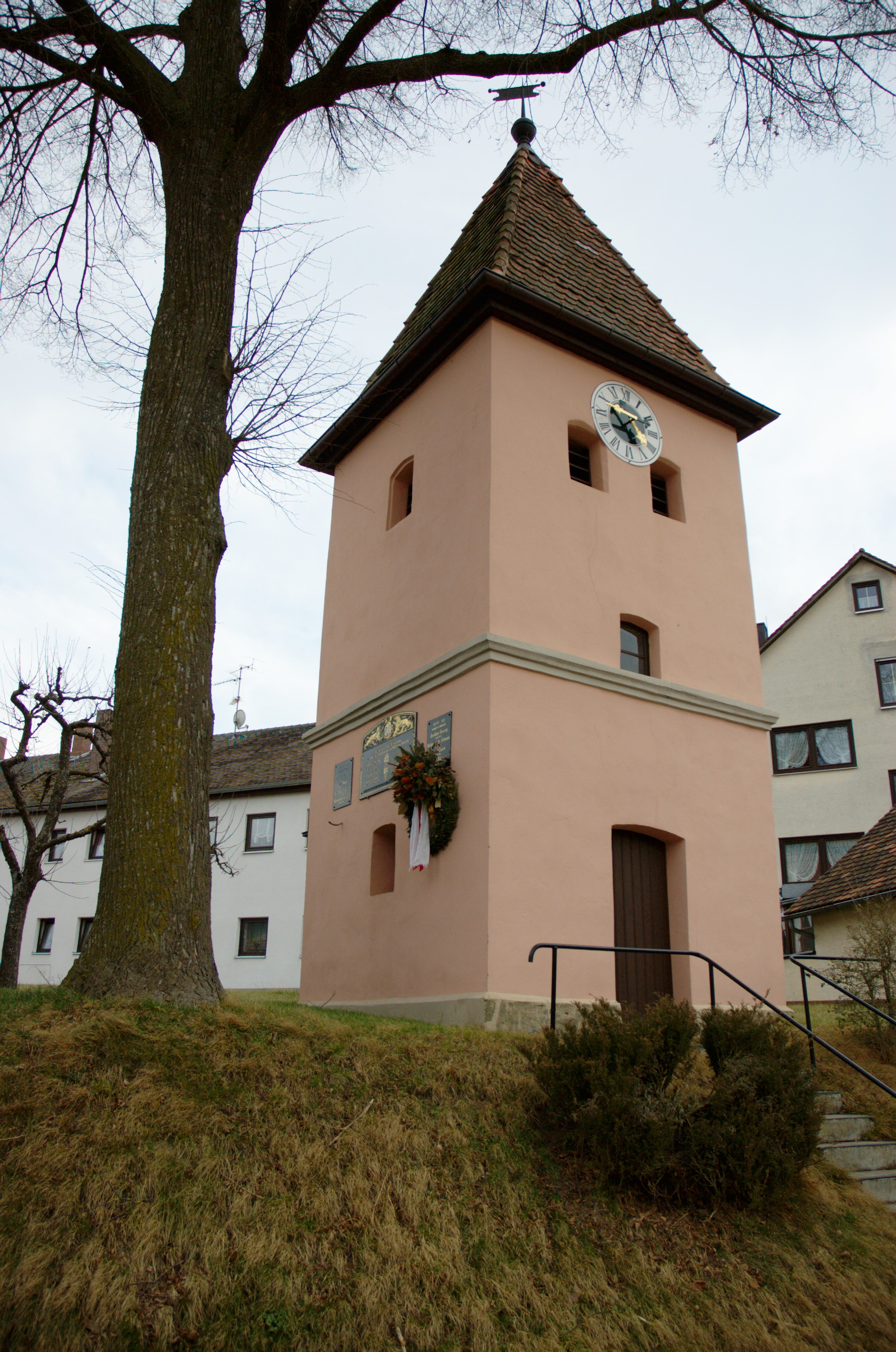
Kirchturm in Gottmannsdorf, West- und Nordseite

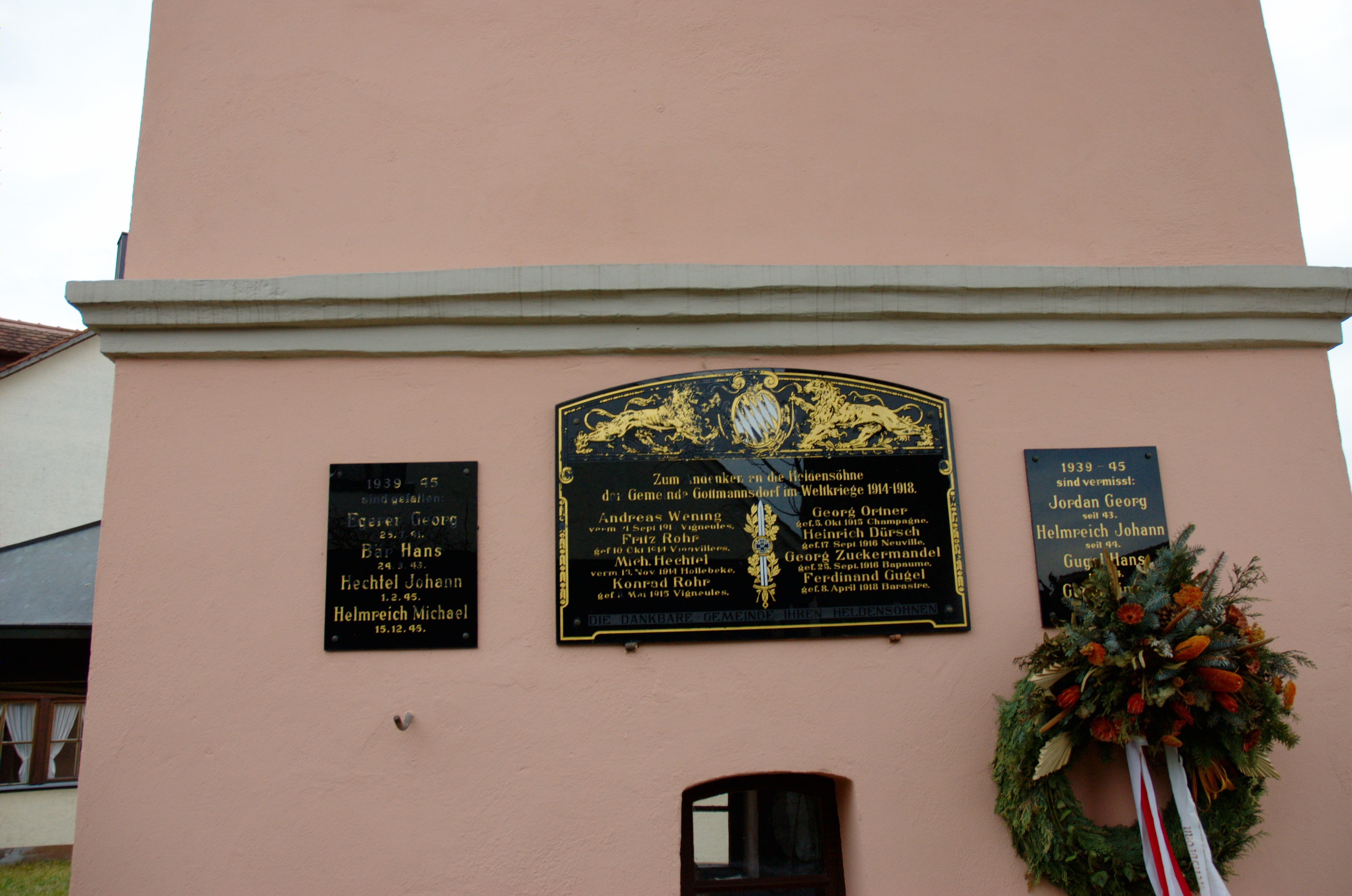
Gedenktafeln

Der Kirchturm in Gottmannsdorf ist der Überrest einer Kirche (Patrozinium unbekannt). Das Gebäude gehört zur Kirchengemeinde St. Johannes (Bürglein) (Dekanat Windsbach).

## Kirchengemeinde
Die Kirche war ursprünglich eine Filiale von St. Maria (Großhaslach). Zu Beginn des 13. Jahrhunderts entbrannte ein Streit um das Patronat der Kirche zwischen Friedrich von Grindlach, Domherr in Würzburg und Archidiakon, in dessen Zuständigkeitsbereich St. Maria lag, und Gottfried von Sulzbürg, dem damaligen Besitzer der Burg Bürglein. 1239 kam es durch den Würzburger Bischof Hermann I. zu einem Vergleich: das Patronat – und damit auch die Einnahmen – wurde Friedrich von Grindlach bis zu seinem Tod zugesprochen, nach dessen Ableben sollte dieses jedoch auf Gottfried von Sulzbürg übergehen. Dieser schenkte 1249 das Patronat von Bürglein und das zu dessen Filiale gewordene Gottmannsdorf dem Heilsbronner Kloster.
Vor dem Dreißigjährigen Krieg fanden in der Kirche jährlich drei Gottesdienste statt: Am zweiten Weihnachtsfeiertag, am zweiten Osterfeiertag und an der Kirchweih. 1632 hatten Reiter Wallensteins u. a. die Kirche in Brand gesteckt, die danach nicht wieder aufgebaut wurde. Dennoch wurde alljährlich am Kirchweihtag (am Sonntag vor Bartholomäus (24. August)) ein Gottesdienst abgehalten. 1807 stand nur noch die Ruine von der Kirche. 1904 wurde aus dieser der heutige Turm errichtet. Dazu wurden zwei Glocken und eine Uhr gestiftet. Die Tradition des Kirchweihgottesdienstes besteht bis heute fort.

## Kirchengebäude
Die ursprüngliche Kirche hatte einen Saalbau von 36 Fuß Länge und 20 Fuß Breite. Der Chorturm hatte einen quadratischen Grundriss von 12 Fuß Seitenlänge. Heute steht nur noch der 1904 stark restaurierte zweigeschossige Chorturm mit vierseitigem Pyramidendach. Der verputzte Ziegelbau hat einen quadratischen Grundriss von etwa 4,50 Metern Seitenlänge und einer Gesamthöhe von etwa 13 Metern. An der Westseite befindet sich ein Stichbogenportal, darüber mittig ein kleines Stichbogenfenster und im zweiten Geschoss zwei kleine Stichbogenschallöffnungen und Ziffernblatt. An der Nordseite sind über dem kleinen Stichbogenfenster Gedenktafeln für die Gefallenen des 1. und 2. Weltkrieges angebracht, im zweiten Geschoss ein kleines Stichbogenschallöffnung. An der Ostseite ist eine kleine Überdachung angebaut, darunter an der Wand ein Kruzifix, im zweiten Geschoss ein kleines Stichbogenfenster, darüber ein kleines Stichbogenschalloch mit Ziffernblatt.